# Scorpios (groupe)
Scorpios est un groupe de rock indépendant américain, originaire de Santa Barbara, en Californie. 

## Biographie
Il est formé en 2011 par des membres de différents groupes de punk rock : Joey Cape (qui joue avec Lagwagon, Me First And The Gimme Gimmes), Tony Sly (qui a joué parmi No Use for a Name), Jon Snodgrass (qui joue pour Drag the River) et Brian Wahlstrom. Leur premier album éponyme est sorti le 1er septembre 2011. Le 1er août 2012, le site du label Fat Wreck Chords annonce la mort de Tony Sly. En 2013, le reste des Scorpios partent en tournée, pour rendre hommage à leur ancien partenaire. En 2014, Joey Cape lance son propre label, One Week Records.
Six ans après leur premier album, Scorpios annoncent un nouvel opus lors d'un entretien avec New Noise Magazine. En 2017, ils publient leur deuxième album, One Week Record chez One Week Records,.

## Discographie
- 2011 : Scorpios
- 2017 : One Week Record (One Week Records)